# Thực quản

Thực quản (tiếng Anh: Esophagus) là cơ quan ở động vật có xương sống có chức năng đưa thức ăn từ hầu xuống dạ dày nhờ nhu động. Thực quản hình ống, ở người lớn dài 25 cm (10 in), ở phía sau khí quản và tim, đi qua cơ hoành và đổ vào vùng trên cùng của dạ dày. Trong quá trình nuốt, nắp thanh quản nghiêng về phía sau để ngăn thức ăn đi xuống thanh quản và phổi. Trong tiếng Anh, từ oesophagus xuất phát từ tiếng Hy Lạp cổ đại οἰσοφάγος (oisophágos), trong đó: οἴσω (oísō) là dạng tương lai của φέρω (phérō, "tôi mang") + ἔφαγον (éphagon, "tôi đã ăn").
Từ lòng ống ra ngoài, thành thực quản cấu tạo bởi niêm mạc, lớp dưới niêm mạc (mô liên kết), các lớp sợi cơ nằm giữa lớp mô sợi và một lớp mô liên kết bên ngoài. Niêm mạc là biểu mô lát tầng không sừng hóa, có khoảng ba lớp tế bào, tương phản với biểu mô trụ đơn của dạ dày. Vùng ranh giới giữa hai loại biểu mô này giống như một đường zig-zag. Cơ ở thực quản phần lớn là cơ trơn, ở 1/3 trên của thực quản cơ vân chiếm ưu thế. Thành thực quản có hai cơ thắt: cơ thắt trên và dưới. Cơ thắt dưới giúp ngăn trào ngược acid trong dạ dày. Thực quản có nguồn cung cấp máu và dẫn máu dồi dào từ động mạch và tĩnh mạch. Cơ trơn của thực quản do thần kinh thực vật chi phối (thần kinh giao cảm qua thân giao cảm và thần kinh phó giao cảm qua thần kinh lang thang. Hệ thần kinh thân thể (neuron vận động dưới) cho phối một phần, đi cùng thần kinh lang thang để chi phối cơ vân.
Thực quản đi vào khoang ngực, xuyên qua cơ hoành vào dạ dày.
Một số tổn thương thực quản: trào ngược dạ dày thực quản, ung thư thực quản, giãn vỡ tĩnh mạch thực quản có thể chảy nhiều máu, rách, co thắt và rối loạn nhu động. Triệu chứng thường gặp: nuốt khó, nuốt đau, đau ngực hoặc không gây ra triệu chứng gì. Cận lâm sàng: chụp X-quang sau khi uống bari sulfat, nội soi và chụp cắt lớp vi tính. Ít chỉ định mổ thực quản.

## Cấu trúc giải phẫu
Thực quản là cấu trúc giải phẫu thuộc phần trên hệ tiêu hóa. Phần trên có nhú vị giác. Thực quản bắt đầu ở phía sau miệng, đi xuống phần sau của trung thất, qua cơ hoành vào dạ dày. Ở người, thực quản thường bắt đầu ngang mức đốt sống cổ VI phía sau sụn nhẫn của khí quản, đi vào cơ hoành tại vị trí ngang mức đốt sống ngực 10, và kết thúc tại tâm vị của dạ dày ngang mức đốt sống ngực 11. Thực quản dài khoảng 25 cm (10 in).
Có nhiều mạch máu nuôi dưỡng thực quản, với lượng máu cung cấp có sự khác nhau theo từng đoạn. Phần trên thực quản và cơ thắt thực quản trên nhận máu từ động mạch giáp dưới. Phần thực quản trong lồng ngực nhận máu từ động mạch phế quản và các nhánh trực tiếp từ động mạch chủ ngực.Phần dưới thực quản và cơ thắt thực quản dưới nhận máu từ động mạch vị trái và động mạch hoành dưới trái. Tĩnh mạch có sự phân bố khác nhau dọc theo đường đi của thực quản. Phần trên và phần giữa thực quản máu đổ vào tĩnh mạch đơn và tĩnh mạch bán đơn, và phần dưới thực quản máu đổ vào tĩnh mạch vị trái. Tất cả các tĩnh mạch này đều đổ vào tĩnh mạch chủ trên, ngoại trừ tĩnh mạch vị trái đổ vào tĩnh mạch cửa. Đối với hệ bạch huyết, 1/3 trên thực quản bạch huyết đổ vào các hạch cổ sâu, 1/3 giữa thực quản bạch huyết đổ vào hạch trung thất trên và sau, và 1/3 thực quản dưới đổ vào hạch dạ dày và hạch thân tạng. Bạch huyết của các cấu trúc trong ổ bụng phát sinh từ ruột trước (cơ quan tiêu hóa nguyên thủy), tất cả đều đổ bạch huyết về hạch thân tạng.
Vị trí giải phẫu và liên quan

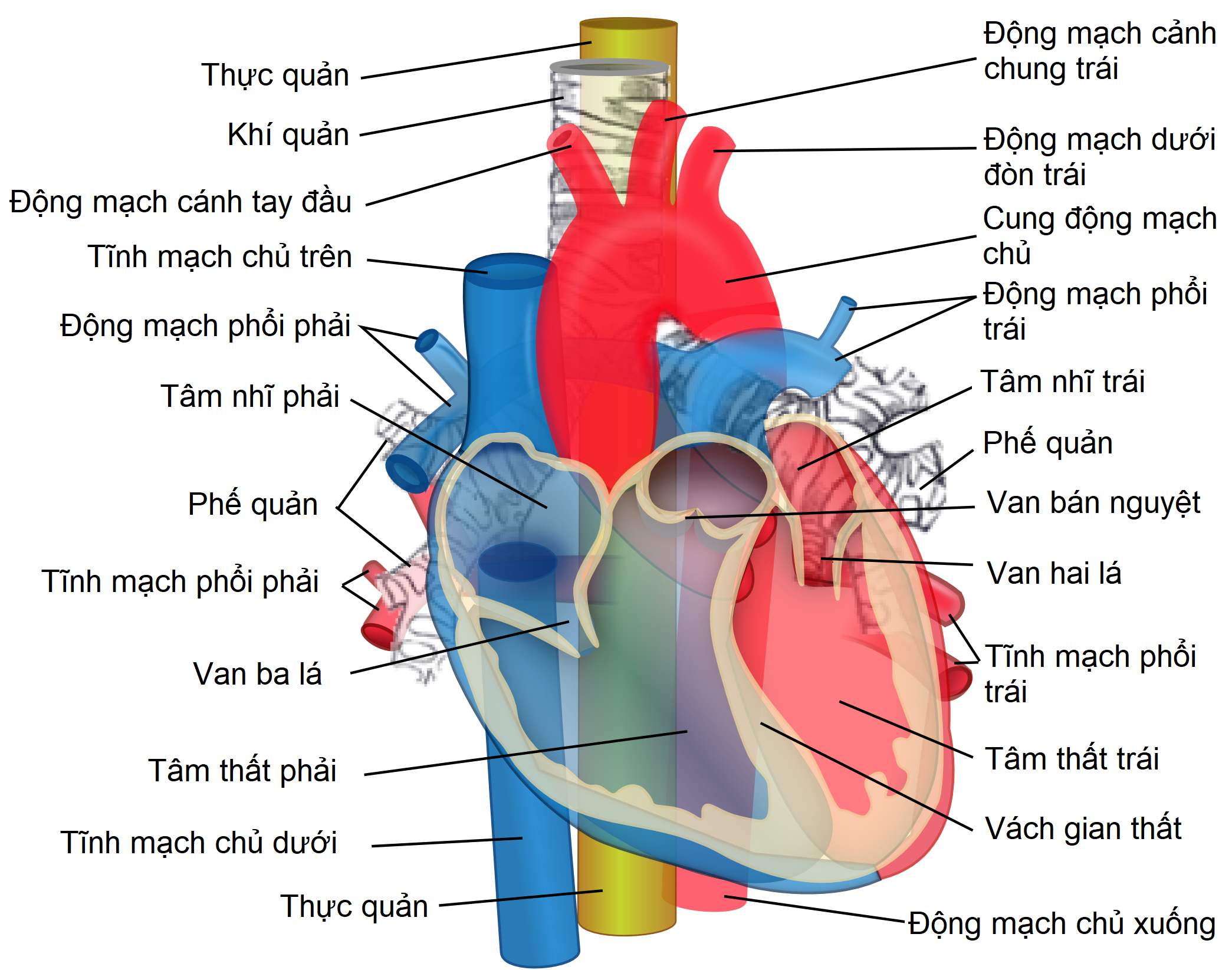
Thực quản (màu vàng) ở phía sau khí quản và tim

Thực quản trên nằm ở phía sau của trung thất, sau khí quản, tiếp giáp dọc theo dải khí quản-thực quản, đi phía trước cơ dựng gai sống và cột sống. Phần dưới thực quản đi sau tim và đi trước động mạch chủ ngực. Từ chỗ cựa khí quản trở xuống, thực quản đi ra phía sau động mạch phổi phải, phế quản chính bên trái và tâm nhĩ trái. Tại vị trí này, thực quản đi qua cơ hoành.
Ống ngực là ống bạch huyết lớn nhất của cơ thể, đi ở sau - phải phần dưới thực quản và khi ống ngực lên trên thì đi ở sau - trái phần trên thực quản. Thực quản cũng ở phía trước tĩnh mạch bán đơn và các tĩnh mạch gian sườn ở phía bên phải. Thần kinh lang thang phân chia tạo thành đám rối thực quản.
Chỗ thắt của thực quản

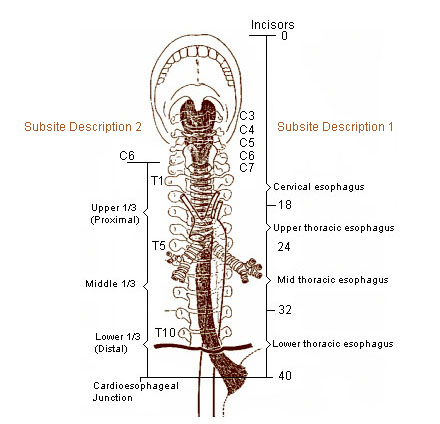
3 chỗ thắt của thực quản. Có sự không nhất quán với nội dung được trình bày.

Thực quản có bốn chỗ thắt. Khi nuốt phải chất ăn mòn hay vật rắn, rất có thể vật này sẽ bám vào và làm tổn thương một trong bốn vị trí này. Các chỗ thắt của thực quản:
- Ở phần bắt đầu của thực quản, nơi thanh quản nối với thực quản, nằm sau sụn nhẫn
- Nơi thực quản đi qua cung động mạch chủ trong trung thất trên
- Nơi thực quản đi qua phế quản chính bên trái ở trung thất sau
- Nơi thực quản đi qua lỗ thực quản của cơ hoành ở trung thất sau

### Cơ thắt
Thực quản được bao quanh ở phía trên và phía dưới bởi hai cơ thắt, được gọi là cơ thắt thực quản trên và cơ thắt thực quản dưới. Các cơ thắt này có tác dụng đóng thực quản khi không có thức ăn. Cơ thắt thực quản trên là một cơ thắt giải phẫu hình thành bởi phần dưới của cơ thắt hầu dưới (cơ thắt hầu họng do liên quan của nó với sụn nhẫn của thanh quản trước). Tuy nhiên, cơ thắt thực quản dưới không phải là cơ thắt giải phẫu mà là cơ thắt chức năng, nghĩa là nó hoạt động như một cơ thắt nhưng độ dày cơ thắt thực quản dưới không rõ rệt như các cơ thắt khác.
Cơ thắt thực quản trên bao quanh phần trên của thực quản, cấu tạo bởi cơ vân nhưng không co cơ chủ động. Cơ thắt thực quản trên mở ra bởi phản xạ nuốt. Sợi cơ của cơ thắt thực quản trên là phần nhẫn hầu của cơ thắt hầu dưới.
Cơ thắt thực quản dưới hay còn gọi là cơ thắt dạ dày-thực quản bao quanh phần dưới của thực quản ở phần tiếp giáp giữa thực quản và dạ dày. Cơ này còn có tên gọi là cơ thắt tâm vị. Rối loạn cơ thắt dạ dày thực quản gây ra tình trạng trào ngược, ợ chua và nếu nó xảy ra thường xuyên có thể dẫn đến bệnh trào ngược dạ dày gây tổn thương niêm mạc thực quản.

### Chi phối thần kinh
Thực quản được do thần kinh lang thang và thân giao cảm cổ và ngực chi phối. Thần kinh lang thang có chức năng phó giao cảm chi phối các cơ của thực quản và kích thích co bop thực quản. Hai tập hợp các sợi thần kinh di chuyển trong dây thần kinh lang thang để chi phối cơ. Cơ vân trên và cơ thắt thực quản do neuron từ nhân hoài nghi chi phối, còn cơ trơn và cơ thắt thực quản dưới do neuron từ nhân vận động lưng của thần kinh lang thang chi phối. Thần kinh lang thang đóng vai trò chính trong việc tạo sóng nhu động. Thân giao cảm có chức năng giao cảm, tăng cường chức năng của thần kinh lang thang, tăng nhu động và hoạt động của tuyến, đồng thời gây co thắt cơ vòng. Ngoài ra, kích thích giao cảm có thể làm giãn thành thực quản và gây co thắt mạch máu. Cảm giác dọc theo thực quản do cả hai thần kinh nêu trên chi phối: cảm giác thô do thần kinh lang thang và cảm giác đau truyền qua thân giao cảm.

### Chỗ nối dạ dày-thực quản
Chỗ nối dạ dày-thực quản (hay còn gọi là chỗ nối thực quản) nằm ở đầu dưới của thực quản. Màu hồng của niêm mạc thực quản có sự tương phản với màu đỏ đậm hơn của niêm mạc dạ dày, và vị trí chuyển tiếp của niêm mạc có thể được nhìn thấy tựa như đường zig-zag không đều, thường được gọi là đường z. Trên tiêu bản mô học quan sát được vị trí chuyển đổi đột ngột giữa biểu mô lát tầng của thực quản và biểu mô trụ đơn của dạ dày. Thông thường, tâm vị ở phía dưới đường z và đường z phù hợp với giới hạn trên của nếp gấp dạ dày tâm vị; tuy nhiên, khi cấu trúc giải phẫu của niêm mạc bị biến dạng trong bệnh cảnh thực quản Barrett, chỗ nối dạ dày-thực quản thực sự có thể được xác định bởi giới hạn trên của các nếp gấp của dạ dày chứ không phải là sự chuyển tiếp của niêm mạc. Vị trí chức năng của cơ thắt dưới thực quản thường nằm dưới đường z khoảng 3 cm (1,2 in).

### Giải phẫu vi thể
Thực quản người có lớp niêm mạc cấu tạo bởi biểu mô lát tầng không sừng hóa, lớp đệm niêm mạc trơn nhẵn và lớp cơ niêm. Biểu mô của thực quản có tốc độ tái tạo lại tương đối nhanh và có chức năng bảo vệ chống lại các tác động mài mòn của thức ăn. Ở nhiều loài động vật có chế độ ăn thô, biểu mô chứa một lớp keratin. Có hai loại tuyến, với tuyến thực quản tiết chất nhầy được tìm thấy ở lớp dưới niêm mạc và tuyến tim thực quản, tương tự như tuyến tim của dạ dày, nằm ở lớp đệm và thường gặp nhất ở phần cuối của cơ quan này. Chất nhờn từ các tuyến giúp bảo vệ tốt lớp niêm mạc. Lớp dưới niêm mạc cũng chứa đám rối dưới niêm mạc, một mạng lưới các tế bào thần kinh là một phần của hệ thống thần kinh ruột.
Lớp cơ thực quản có hai loại, 1/3 trên thực quản là cơ vân và 1/3 dưới là cơ trơn. 1/3 giữa có 2 loại cơ này. Cơ phân bố theo 2 lớp: lớp cơ dọc (sợi cơ đi theo chiều dài thực quản) và lớp cơ vòng (sợ cơ đi theo chu vi ống thực quản). Xen giữa hai lớp này là đám rối thần kinh cơ ruột (đám rối Auerbach), một mạng lưới sợi thần kinh chi phối tiết dịch nhầy và sự co bóp cơ trơn theo nhu động của thực quản. Lớp ngoài cùng của hầu hết chiều dài thực quản là ngoại mạc, phần bụng của thực quản được thanh mạc bao phủ thêm. Cấu trúc này phân biệt các cấu trúc khác của ống tiêu hóa (chỉ được bao phủ bởi thanh mạc).

## Phát triển
Trong quá trình phát triển phôi, thực quản phát triển từ ống ruột nguyên thủy nội bì. Phần bụng của phôi chứa túi noãn hoàng. Túi được bao quanh bởi mạng lưới động mạch noãn hoàng. Theo thời gian, những động mạch này hợp nhất thành ba động mạch chính đưa máu nuôi dưỡng cho đường tiêu hóa đang phát triển: động mạch thân tạng, động mạch mạc treo tràng trên và động mạch mạc treo tràng dưới. Ba động mạch nêu trên xác định mốc của ruột giữa, ruột sau và ruột trước.
Túi bao quanh trở thành ruột nguyên thủy. Các phần của ruột này bắt đầu phân biệt thành các cơ quan của đường tiêu hóa, chẳng hạn như thực quản, dạ dày và ruột. Thực quản phát triển như một phần của ống tiêu hóa nguyên thuỷ. Phần trong của thực quản phát triển từ cung họng.

## Chức năng

### Nuốt
Thức ăn đưa vào miệng, sau khi nuốt thức ăn đi vào cổ họng rồi đến thực quản. Do đó, thực quản là một trong những thành phần đầu tiên của hệ tiêu hóa và ống tiêu hóa. Sau khi thức ăn đi qua thực quản sẽ đi vào dạ dày. Khi nuốt thức ăn, các nắp thanh quản di chuyển ra sau để đậy thanh quản, ngăn chặn thức ăn chui vào khí quản. Đồng thời, các cơ vòng thực quản trên giãn, cho phép thức ăn vào thực quản. Cơ thực quản co bóp theo nhu động đẩy thức ăn xuống thực quản. Những đợt co thắt nhịp nhàng này là phản ứng phản xạ với thức ăn trong miệng, và cũng là đáp ứng đối với cảm giác trong thực quản. Theo chiều nhu động, cơ thắt thực quản dưới giãn ra để thức ăn vào dạ dày.

### Giảm trào ngược dạ dày
Dạ dày tạo ra dịch vị, một hỗn hợp có tính acid mạnh bao gồm acid hydrochloric (HCl), muối kali và natri để hỗ trợ quá trình tiêu hóa thức ăn. Sự co thắt của cơ vòng thực quản trên và dưới giúp ngăn thức ăn trong dạ dày và acid trào ngược vào thực quản, bảo vệ niêm mạc thực quản. Góc His và cuống hoành cũng giúp cơ vòng thực quản dưới thực hiện hiệu quả.

## Biểu hiện gen và protein
Khoảng 20.000 gen mã hóa protein biểu hiện trong tế bào người và gần 70% số gen này quy định đặc tính của một thực quản bình thường. Trong đó, khoảng 250 gen này đặc hiệu ở thực quản với ít hơn 50 gen có tính đặc hiệu cao. Các protein tương ứng dành riêng cho thực quản chủ yếu tham gia vào quá trình biệt hóa biểu mô lát tầng như keratin KRT13, KRT4 và KRT6C. Các protein đặc hiệu khác quy định chức năng bôi trơn mặt trong của thực quản bằng cách tiết chất nhầy (mucin) như MUC21 và MUC22.

## Ý nghĩa lâm sàng

### Viêm thực quản

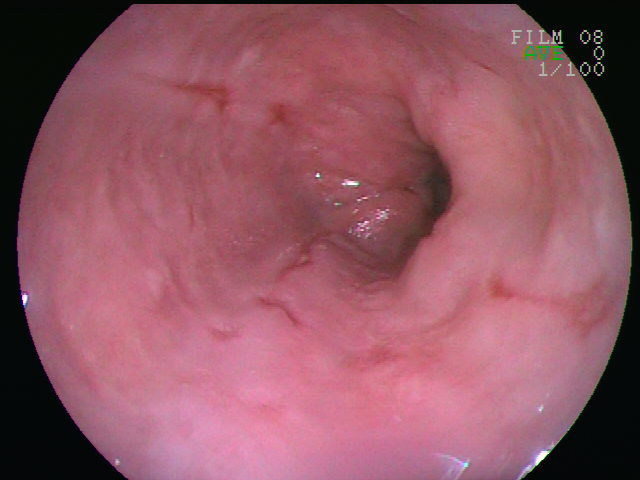
Loét thực quản quan sát dưới nội soi thực quản thể hiện bằng vết trợt màu đỏ hướng 10 giờ ở bề mặt niêm mạc

Trào ngược dịch vị từ dạ dày, nhiễm trùng, hấp thu chất ăn mòn, một số loại thuốc (chẳng hạn như bisphosphonat), và dị ứng thực phẩm đều có thể dẫn đến viêm thực quản. Nấm Candida thực quản là một bệnh nhiễm trùng của nấm men Candida albicans có thể xảy ra khi một người bị suy giảm miễn dịch. Tính đến  năm 2014, nguyên nhân của một số dạng viêm thực quản (chẳng hạn như viêm thực quản tăng bạch cầu ưa acid) vẫn chưa rõ. Viêm thực quản có thể gây nuốt đau và thường được điều trị bằng cách kiểm soát nguyên nhân gây viêm thực quản - chẳng hạn như kiểm soát trào ngược hoặc điều trị nhiễm trùng.

### Thực quản Barrett

Hình ảnh nội soi thực quản. Thực quản Barrett là khu vực niêm mạc màu đỏ sẫm-nâu ở thực quản. (Sinh thiết cho hình ảnh chuyển sản ruột)

Viêm thực quản kéo dài, đặc biệt là do trào ngược dạ dày, là một yếu tố thuận lợi cho thực quản Barrett. Trong tình trạng này, lớp niêm mạc của thực quản dưới chuyển sản, thay đổi từ biểu mô vảy lát tầng thành biểu mô trụ đơn. Thực quản Barrett được cho là một trong những nguyên nhân chính góp phần gây ung thư thực quản.

### Túi thừa thực quản
Là những túi có kích thước từ 2 đến 4 cm, được lót bởi lớp niêm mạc và một ít sợi bao quanh. Những túi thừa ở 1/3 trên và 1/3 dưới thực quản thường do sự tăng áp lực trong lòng thực quản trong các bệnh thoát vị hoành, co thắt tâm vị, vòng thực quản. Những túi thừa ở 1/3 giữa thường là hậu quả của viêm thực quản. Đó là một tổn thương dạng túi nhô ra bên ngoài tại thực quản. Tổn thương có thể xuất hiện bất cứ vị trí nào trong niêm mạc thực quản giữa hầu họng và dạ dày. Đây là bệnh lý hiếm gặp tỷ lệ mắc bệnh khoảng 0,015%. Túi thừa hình thành do sự thoát vị của niêm mạc và dưới niêm mạc qua những lớp cơ của thực quản.

### Ung thư

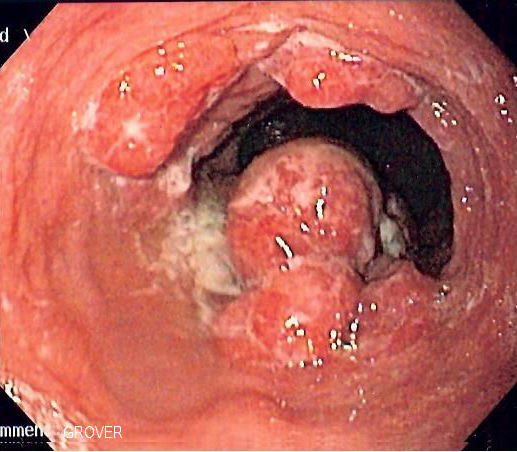
Hình ảnh nội soi của ung thư biểu mô tuyến thực quản

Ung thư thực quản có hai loại. Ung thư biểu mô tế bào vảy là một loại ung thư biểu mô có thể xảy ra trong các tế bào vảy lót trong thực quản. Loại này phổ biến hơn nhiều ở Trung Quốc và Iran. Loại còn lại là ung thư biểu mô tuyến xảy ra trong các tuyến hoặc mô cột của thực quản. Điều này phổ biến nhất ở các nước phát triển ở những người bị Barrett thực quản, và xảy ra ở các tế bào hình khối.
Trong giai đoạn đầu, ung thư thực quản có thể không có bất kỳ triệu chứng nào. Khi nghiêm trọng, ung thư thực quản cuối cùng có thể gây tắc nghẽn thực quản, khiến việc nuốt bất kỳ thức ăn rắn nào trở nên rất khó khăn và gây sụt cân. Tiến trình của bệnh ung thư được phân loại bằng cách sử dụng một hệ thống đo lường mức độ xâm lấn của ung thư vào thành thực quản, bao nhiêu hạch bạch huyết bị ảnh hưởng và liệu có bất kỳ di căn nào ở các bộ phận khác nhau của cơ thể hay không. Ung thư thực quản thường được quản lý bằng xạ trị, hóa trị và cũng có thể được quản lý bằng phẫu thuật cắt bỏ một phần thực quản. Đặt một stent vào thực quản, hoặc đặt một ống thông mũi dạ dày, cũng có thể được sử dụng để đảm bảo rằng một người có thể tiêu hóa đủ thức ăn và nước uống. Tính đến  năm 2014, tiên lượng ung thư thực quản vẫn còn kém, vì vậy chăm sóc giảm nhẹ cũng có thể là một trọng tâm của điều trị.

### Giãn vỡ tĩnh mạch thực quản

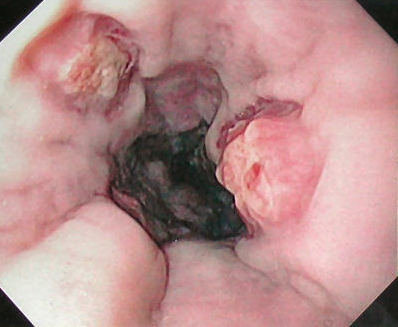
Giãn vỡ tĩnh mạch thực quản sau, hình thành ổ loét ở vị trí vỡ

Giãn tĩnh mạch thực quản là những nhánh xoắn sưng lên của tĩnh mạch dưới niêm mạc thực quả ở 1/3 dưới của thực quản. Các mạch máu này nối liền (nối với nhau) với các mạch máu của tĩnh mạch cửa khi tăng áp lực tĩnh mạch cửa phát triển. Các mạch máu này bị ứ đọng nhiều hơn bình thường, và trong trường hợp xấu nhất có thể gây tắc nghẽn một phần thực quản. Các mạch máu này phát triển như một phần của tuần hoàn bàng hệ nhằm dẫn lưu máu máu từ ổ bụng do tăng áp lực tĩnh mạch cửa, thường là kết quả của các bệnh gan như xơ gan.:941–42 Tuần hoàn bàng hệ xuất hiện do phần dưới của thực quản dẫn máu vào tĩnh mạch vị trái, là một nhánh của tĩnh mạch cửa. Do đám rối tĩnh mạch mở rộng tồn tại giữa tĩnh mạch này và các tĩnh mạch khác, nếu xảy ra tăng áp lực tĩnh mạch cửa, hướng thoát máu trong tĩnh mạch có thể đảo ngược: máu dẫn từ hệ tĩnh mạch cửa sẽ đi qua qua đám rối tĩnh mạch. Các tĩnh mạch trong đám rối có thể phồng lên và biến dạng, vỡ.
Giãn tĩnh mạch thực quản thường không có triệu chứng cho đến khi chúng bị vỡ. Giãn vỡ tĩnh mạch thực quản được coi là một trường hợp cấp cứu y tế, vì tĩnh mạch thực quản có thể chảy nhiều máu. Người bệnh nôn ra máu hoặc bị sốc mất máu. Để đối phó với tĩnh mạch bị vỡ, có thể đặt một vòng cao su xung quanh mạch máu đang chảy máu hoặc có thể tiêm một lượng nhỏ chất đông máu gần chỗ chảy máu. Bác sĩ phẫu thuật cũng có thể cố gắng sử dụng một quả bóng bơm hơi nhỏ để tạo áp lực làm vết thương cầm máu. Dịch truyền tĩnh mạch và các chế phẩm máu có thể được sử dụng để ngăn ngừa giảm thể tích tuần hoàn do mất máu quá nhiều.

### Rối loạn nhu động
Một số rối loạn ảnh hưởng đến nhu động đưa thức ăn di chuyển xuống thực quản, khiến bệnh nhân khó nuốt hoặc nuốt đau. Co thắt tâm vị là hiện tượng cơ thắt thực quản dưới không giãn như bình thường, và thường tiến triển nặng thêm trông cuộc đời bệnh nhân. Thực quản giãn dần, có thể gây nên hội chứng thực quản giãn to. Co thắt thực quản cục bộ (Nutcracker esophagus) khi nuốt cực kỳ đau đớn. Co thắt thực quản lan tỏa là tình trạng co thắt thực quản có thể là một trong những nguyên nhân gây đau ngực. Những cơn đau liên quan đến thành ngực trên như vậy là khá phổ biến trong các bệnh lý về thực quản. Xơ cứng thực quản thường gặp trong bệnh cảnh xơ cứng toàn thân hoặc trong hội chứng CREST có thể gây cứng thành thực quản và cản trở nhu động ruột.

### Dị tật

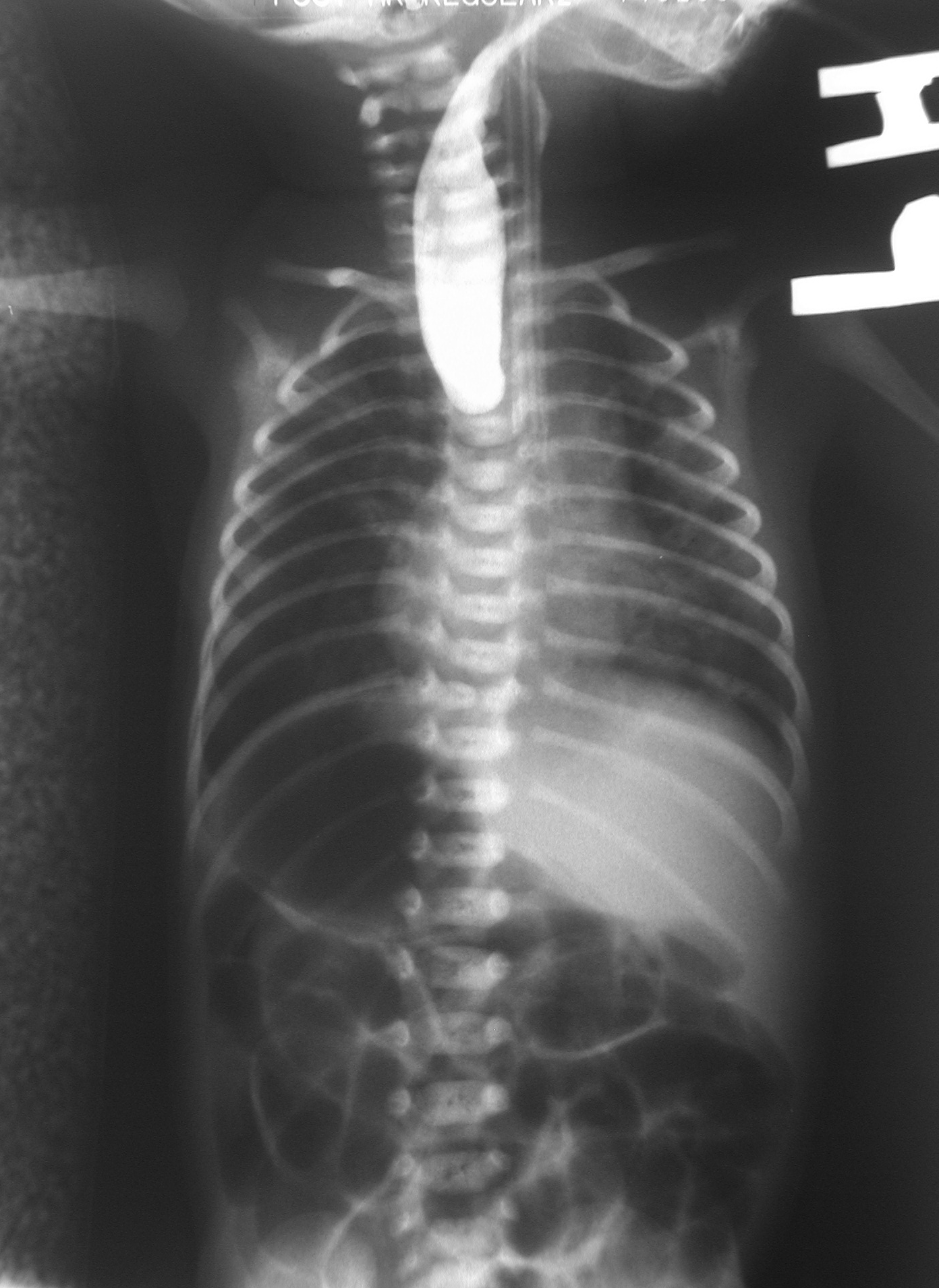
X-quang có thuốc cản quang cho thấy thuốc cản quang bị kẹt lại ở phía trên đoạn teo thực quản. Đây là một dị tật bẩm sinh

Hẹp thực quản thường lành tính và phát triển sau khi một người bị trào ngược trong nhiều năm. Các bệnh cảnh gây hẹp khác gồm lưới thực quản (có thể do bẩm sinh), tổn thương thực quản do xạ trị, ăn mòn, hoặc viêm thực quản tăng bạch cầu ái toan. Vòng Schatzki bị xơ hóa ở chỗ nối dạ dày-thực quản. Hẹp thực quản tiến triển trong bệnh cảnh thiếu máu mạn tính và hội chứng Plummer-Vinson.
Hai trong số các bất thường bẩm sinh phổ biến nhất ảnh hưởng đến thực quản là teo thực quản bẩm sinh: thực quản kết thúc bằng một mỏm cụt thay vì thông với dạ dày; và rò khí quản-thực quản: tồn tại vị trí nối thông bất thường giữa thực quản và khí quản. Cả hai bệnh này thường tồn tại cùng nhau, tìm thấy với tỷ lệ khoảng 1/3500 ca sinh. Một nửa số trường hợp mắc bất thường bẩm sinh này có thể tồn tại trong bệnh cảnh mắc hội chứng bất thường khác đặc biệt là tim hoặc tay chân.

### Chẩn đoán hình ảnh

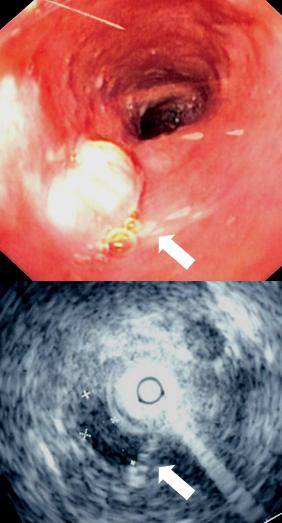
Một khối quan sát được trong nội soi và siêu âm.

Chụp X-quang nuốt bari giúp phát hiện kích thước và hình dạng của thực quản, và tìm khối bất thường trong thực quản. Có thể chụp thực quản bằng cách sử dụng camera linh hoạt đưa vào thực quản, gọi là phương pháp nội soi. Nếu nội soi được sử dụng trên dạ dày, máy ảnh cũng sẽ phải đi qua thực quản. Trong quá trình nội soi, kỹ thuật viên có thể sinh thiết. Nếu bệnh nhân đang theo dõi ung thư thực quản, có thể chỉ định các phương pháp khác (như chụp cắt lớp vi tính).

## Lịch sử
Tiếng Anh: esophagus (tiếng Anh Anh: oesophagus), tiếng Pháp: œsophage), xuất phát từ tiếng Hy Lạp: οἰσοφάγος ( oisophagos) nghĩa là khe hở. Từ này bắt nguồn từ hai gốc (eosin): mang và (phagos): ăn. Việc sử dụng từ "oesophagus" được ghi lại trong tài liệu giải phẫu học thời Hippocrates. Ông viết: "thực quản ... nhận được những gì chúng ta ăn uống với lượng lớn nhất." Sự tồn tại của thực quản ở các loài động vật khác và mối liên quan của cấu trúc giải phẫu này với dạ dày được nhà tự nhiên học người La Mã Pliny the Elder ghi lại (23 SCN - 79 SCN), Galenus ghi nhận các cơn co thắt nhu động của thực quản.
Năm 1871, Theodore Billroth thực hiện phẫu thuật thực quản trên chó. Năm 1877 Czerny tiến hành phẫu thuật thực quản người. Đến năm 1908, Voeckler thực hiện ca cắt bỏ thực quản, và vào năm 1933, ca phẫu thuật đầu tiên cắt bỏ các phần của thực quản dưới để kiểm soát ung thư thực quản được tiến hành.
Phẫu thuật bao đáy vị Nissen (Nissen fundoplication – "fundus" = "đáy vị"; "plication" = "bao lại", "cuộn lại") là một phẫu thuật dùng để điều trị bệnh trào ngược dạ dày thực quản và thoát vị khe thực quản gián đoạn. Đây là một thủ thuật xâm lấn được thực hiện để khôi phục lại chức năng của các cơ vòng thực quản dưới (van giữa thực quản và dạ dày) bằng cách quấn xung quanh dạ dày thực quản. Thủ thuật này tạo ra một "van chức năng" mới giữa thực quản và dạ dày và ngăn ngừa trào ngược acid từ dạ dày vào thực quản. Phương pháp này lần đầu tiên được Rudolph Nissen tiến hành vào năm 1955.

## Ở động vật

### Động vật có xương sống
Trong đa số các vật có xương sống, thực quản chỉ đơn giản là một ống nối. Ở một số loài chim, một đoạn thực quản phát triển thành diều để lưu trữ thức ăn trước khi đi vào dạ dày. Ở động vật nhai lại (dạ dày có 4 ngăn), tồn tại một rãnh gọi là rãnh lưới (sulcus reticuli) trong thực quản. Ở ngựa, thực quản dài 4 đến 5 ft (1,2 đến 1,5 m) mang thức ăn đến dạ dày. Cơ thắt tâm vị là vòng cơ nối dạ dày với thực quản. Cơ vòng này rất phát triển ở ngựa. Nhờ có cơ thắt tâm vị và góc hợp bởi thực quản và dạ dày giải thích tại sao ngựa không bao giờ nôn. Ngựa có thể sặc nếu thức ăn mắc kẹt ở thực quản.
Thực quản của rắn giãn rất rộng khi rắn nuốt con mồi.
Ở hầu hết các loài cá, thực quản cực kỳ ngắn, chủ yếu là do độ dài của hầu (liên kết với mang). Tuy nhiên, một số loài cá (chẳng hạn như cá mút đá, cá Chimaeriforme và cá phổi) không có dạ dày thực sự. Thực quản của những loài này nối hầu trực tiếp tới ruột do đó dài hơn một chút.
Ở nhiều động vật có xương sống, thực quản được lót bởi biểu mô lát tầng không chứa tuyến. Ở cá, thực quản được lót bằng biểu mô trụ. Ở lưỡng cư, cá mập và cá đuối, biểu mô thực quản có lông mao giúp làm trôi sạch thức ăn. Ngoài ra, ở dơi Plecotus auritus, cá và một số loài lưỡng cư, người ta đã tìm thấy các tuyến tiết ra pepsinogen hoặc acid hydrochloric.
Cơ của thực quản ở nhiều loài động vật có vú đoạn trên là cơ vân, nhưng cơ trơn dần chiếm ưu thế ở 1/3 dưới. Tuy nhiên, ở họ Chó và động vật nhai lại, thực quản hoàn toàn có thể cho phép nôn ra thức ăn để cho nuôi con (họ Chó) hoặc nôn để nhai lại thức ăn (động vật nhai lại). Thực quản của động vật lưỡng cư, bò sát và chim hoàn toàn là cơ trơn.
Trái ngược với quan niệm thông thường, kích cỡ cơ thể người trưởng thành không thể đi qua thực quản của cá voi. Thực quản cá voi thường có đường kính dưới 10 xentimét (4 in), ở những con cá voi tấm sừng hàm lớn, thực quản khi giãn có thể lên đến 25 xentimét (10 in).

### Động vật không xương sống
Một cấu trúc có cùng tên thường thấy ở động vật không xương sống (động vật thân mềm và động vật chân đốt) nối khoang miệng với dạ dày. Về hệ tiêu hóa của ốc và sên, thức ăn từ miệng vào thực quản và đi xuống dạ dày. Do cấu trúc xoắn ốc tạo chuyển động quay của cơ thể chính của động vật trong quá trình phát triển của ấu trùng, thực quản thường đi qua dạ dày sau đó nối vào dạ dày ở vị trí xa miệng nhất. Tuy nhiên, ở những loài không còn cấu trúc xoắn ốc, thực quản thông vào phía trước của dạ dày, điều này ngược lại với sự sắp xếp của động vật chân bụng thông thường. Ở phía trước của thực quản trong tất cả các ốc ăn thịt và sên tồn tại một cấu trúc giải phẫu gọi là mỏ. Ở loài ốc nước ngọt Tarebia granifera, túi ấp nằm phía trên thực quản.
Ở động vật chân đầu, não bao quanh thực quản.